# Stora Kroksjön (Bergums socken, Västergötland)
Stora Kroksjön är en sjö i Göteborgs kommun i Västergötland och ingår i Göta älvs huvudavrinningsområde. Sjön är 16 meter djup, har en yta på 0,362 kvadratkilometer och befinner sig 104,5 meter över havet. Stora Kroksjön ligger i Vättlefjäll Natura 2000-område. Vid provfiske har abborre, gädda, mört och sutare fångats i sjön.

## Delavrinningsområde
Stora Kroksjön ingår i det delavrinningsområde (641634-128029) som SMHI kallar för Mynnar i Lärjeån. Medelhöjden är 106 meter över havet och ytan är 10,12 kvadratkilometer. Det finns inga avrinningsområden uppströms utan avrinningsområdet är högsta punkten. Vattendraget som avvattnar avrinningsområdet har biflödesordning 3, vilket innebär att vattnet flödar genom totalt 3 vattendrag innan det når havet efter 25 kilometer. Avrinningsområdet består mestadels av skog (77 %) och jordbruk (11 %). Avrinningsområdet har 0,68 kvadratkilometer vattenytor vilket ger det en sjöprocent på 6,7 %.

## Bilder

Stora Kroksjön
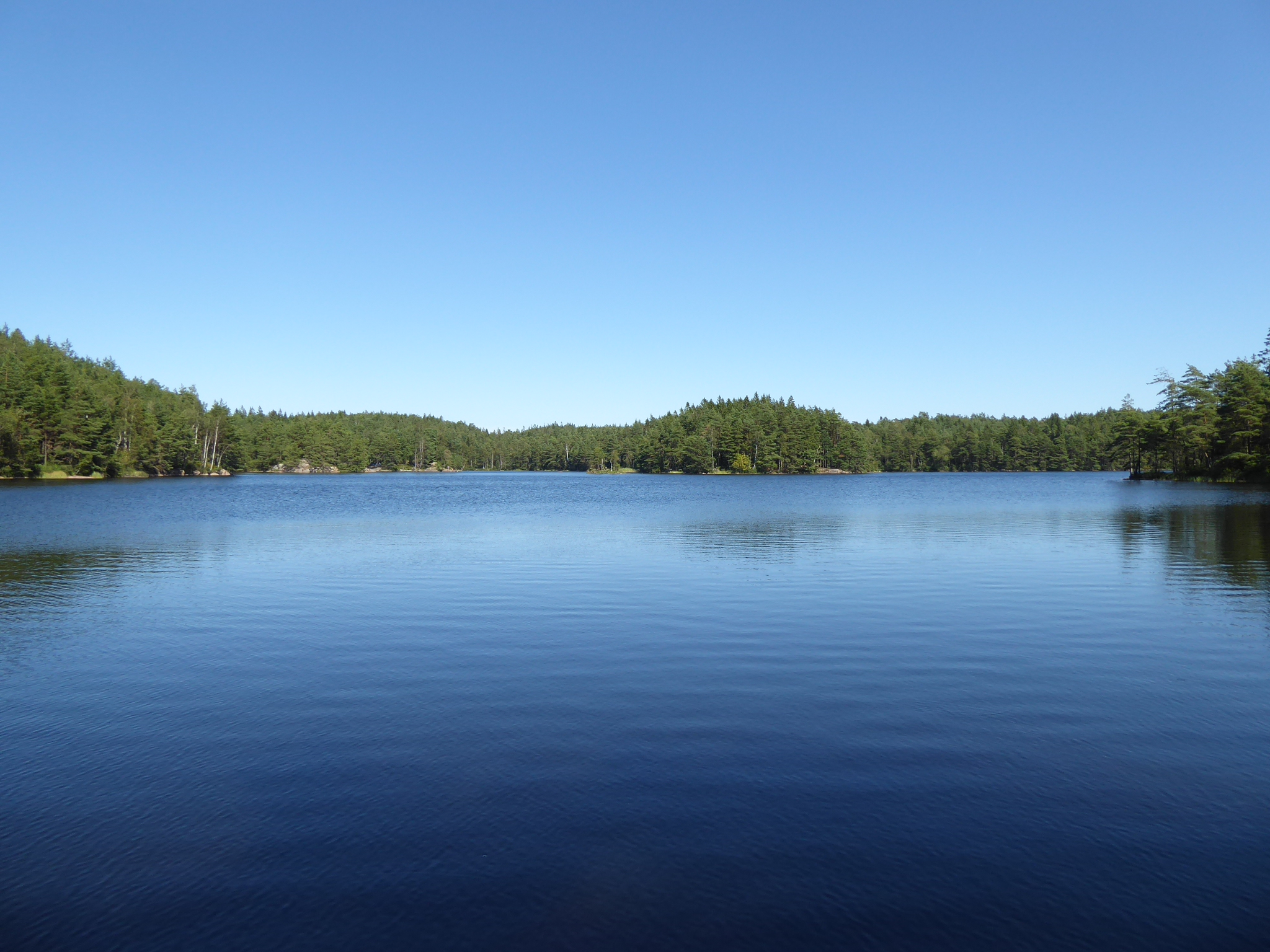
Stora Kroksjön västerifrån i juli 2024
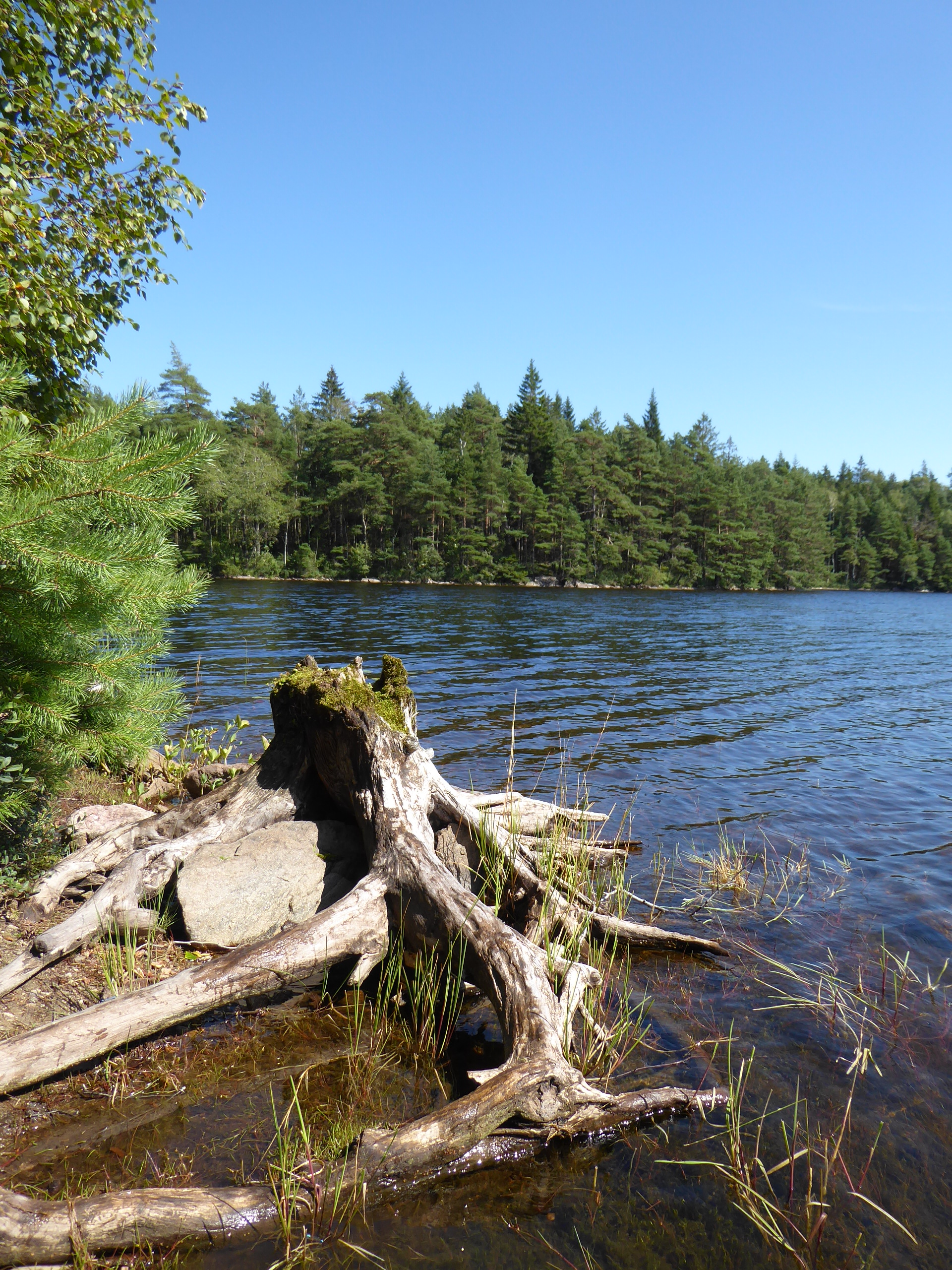
Vik i norr i juli 2024
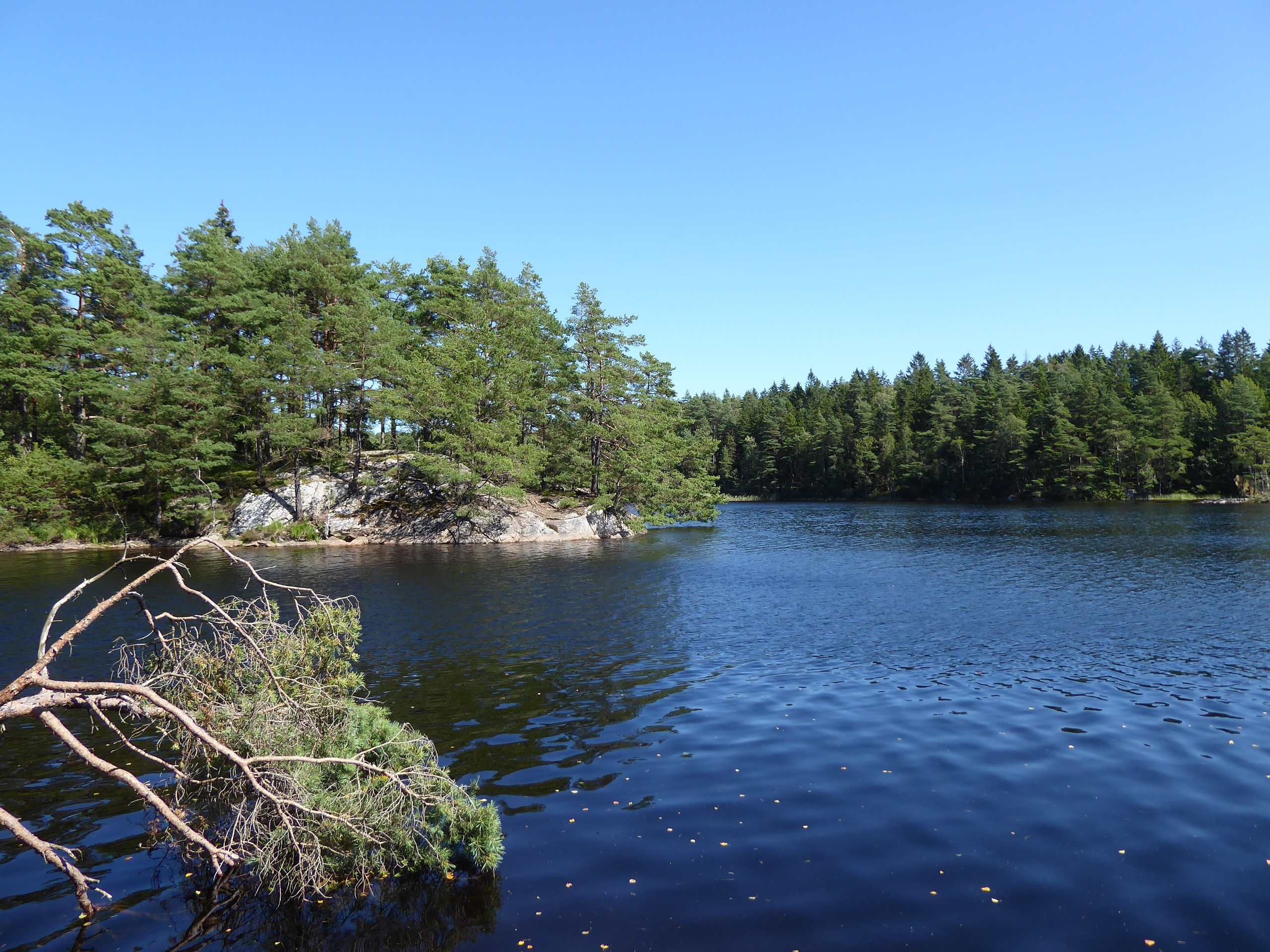
Stora Kroksjöns norra del i juli 2024
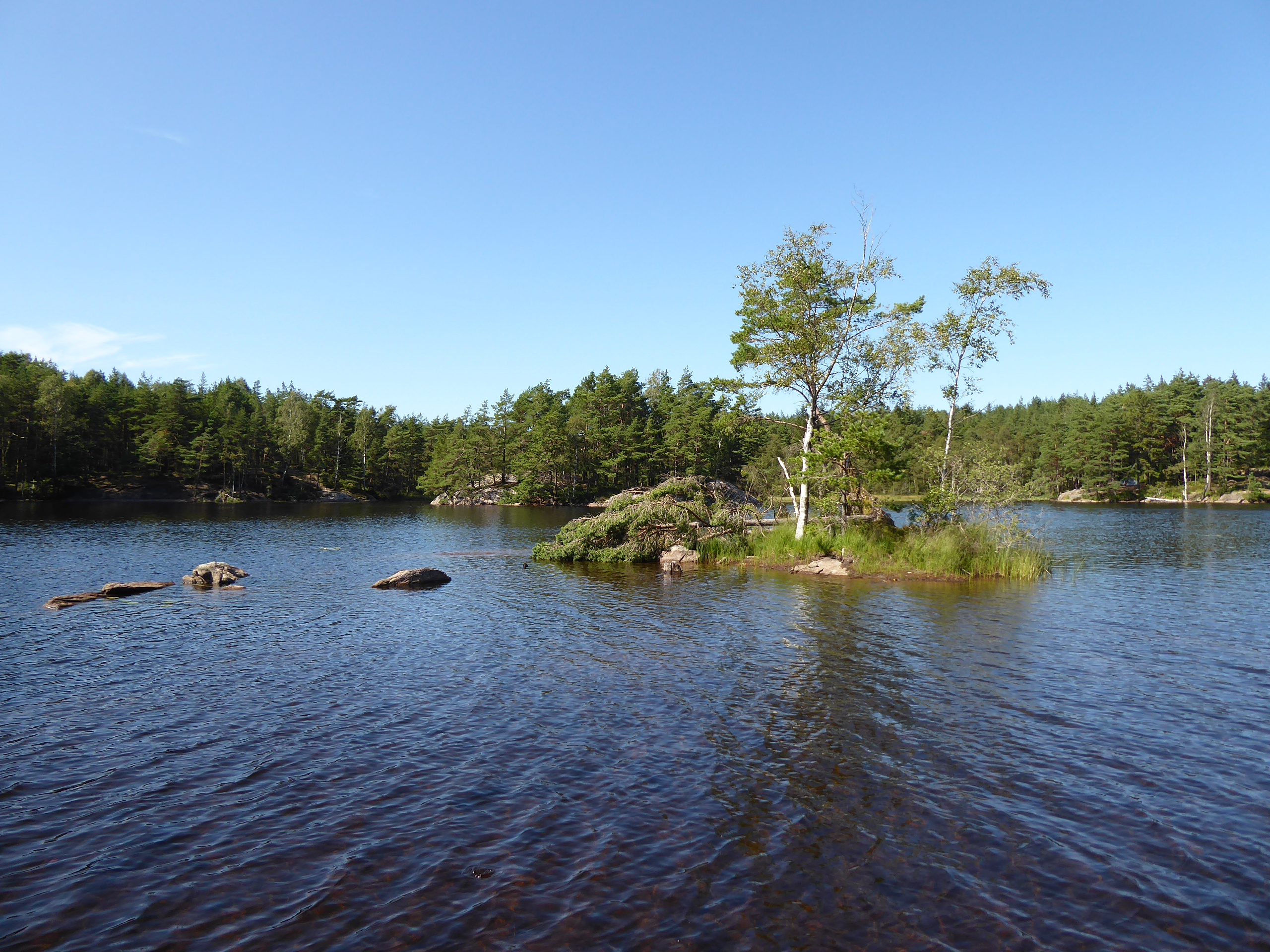
Liten ö i norra delen i juli 2024
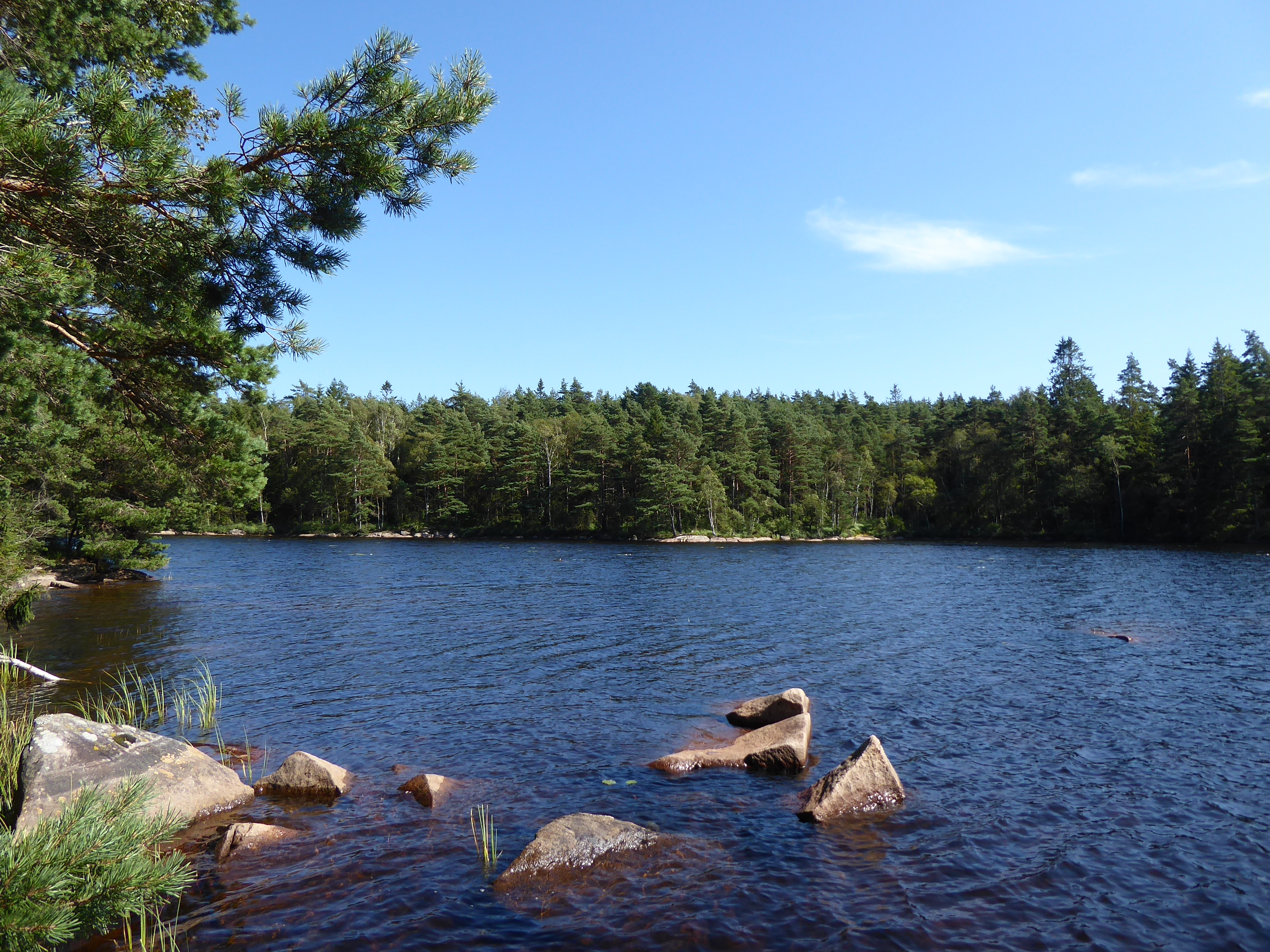
Vik i sydöst i juli 2024